# Temes megye
Temes megye (románul: Județul Timiș) közigazgatási egység Romániában, a Bánság régióban. Székhelye Temesvár. Általános rövidítése: TM.
Az ókori rómaiak Tibiscum néven ismerték.
Földrajzilag az ország legnyugatibb megyéje. Határos Arad,  Krassó-Szörény és Hunyad megyékkel, valamint a szerbiai Dél-Bánát, Közép-Bánát és Észak-Bánát, valamint a magyarországi Csongrád-Csanád vármegyével.
Területileg Románia legnagyobb megyéje, 8696,7 km²-rel (az egész ország 3,65%-a). 1968-ban hozták létre a bánáti régió területi átszervezése révén (a Nagyszentmiklósi, Facsádi és Temesvári járásokból, valamint a Dettai, Lugosi, Aradi és Lippai járások egyes részeiből).

## Földrajz
Nyugati része az Alföld síksága, kelet felé a domborzat fokozatosan emelkedik és a keleti határán található a Ruszka-havas. Legmagasabb pontja, a Págyes (Padeșu) 1374 méter magas. Legfontosabb folyók a Temes, a Béga, a Berzava, valamint a megye északnyugati határán egy rövid szakaszon a Maros.

## Népesség

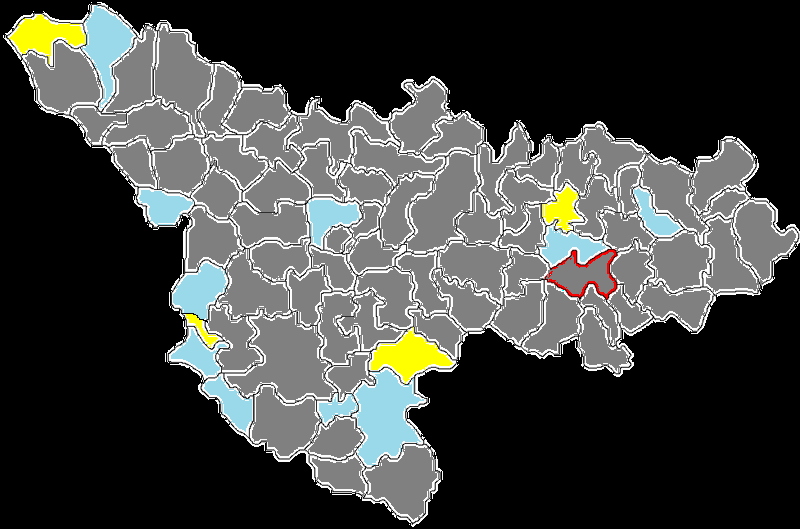
A magyar nemzetiségűek aránya Temes megyében a 2011-es népszámlálás adatai szerint. Citromsárga = magyar kisebbség 20% felett, kék = magyar kisebbség 10 – 20% között, szürke = magyar kisebbség 10% alatt.

Temes megye népességének változása (a megye mai területére számítva):
A 2002-es népszámlálás adatai szerint 677 926 lakosából 565 639 volt román, 50 556 magyar, 14 174 német, 16 084 roma, 13 273 szerb, 7 321 ukrán, 5 562 bolgár, 1 908 szlovák, 441 zsidó, 371 horvát, 283 cseh és 47 557 fő egyéb nemzetiségű volt.
2007-ben a megye lakossága 666 866 fő, népsűrűsége 76,7 fő/km² volt.
A 2011-ben tartott népszámláláskor a megye 683 540 lakosából 80,6% román, 5,2% (35.544) magyar, 2,1% roma, 1,5% szerb, 1,2% német, 0,9% ukrán és 0,7% bolgár volt. A lakosság 61,8%-a élt városokban.

## Települések

### Temes megye városai
(Zárójelben a román név szerepel.)
- Temesvár (Timișoara)
- Lugos (Lugoj)
- Nagyszentmiklós (Sânnicolau Mare)
- Zsombolya (Jimbolia)
- Buziásfürdő (Buziaș)
- Facsád (Făget)
- Detta (Deta)
- Gátalja (Gătaia)
- Temesrékas (Recaș)
- Csák (Ciacova)

## Önkormányzat és közigazgatás
A Temes Megyei Tanács elnöke 2024 óta Alfred-Robert Simonis

## Közlekedés

### Vasúti közlekedés
A vasúti hálózat 2012-ben összesen 795 km-t tett ki, ebből 113 km villamosított vasút. Temes megye 1000 km²-re 91,4 km vasúttal rendelkezik, az ország legsűrűbb vasúthálózatával. A megye vasúti szolgáltatói: CFR, Astra Trans Carpatic és Regio Călători.

### Úthálózat
A megyék közötti és megyén belüli kapcsolatokat azok a fő- és mellékutak biztosítják, amelyekből a helyi utak sűrű hálózata alakul ki.  A Temes megyei országos utak 2013-ban 533,8 km, a megyei utak 1273,7 km, a közösségi utak pedig 1088,6 km hosszúak voltak. A 2021 szeptemberben üzemelő autópályák hossza 106 km volt.